# Mark Skaife
Mark Stephen Skaife (Gosford, 3 de abril de 1967) es un piloto de automovilismo de velocidad que se destacó campeonatos de turismos de su país natal.
Ganó cinco veces el Campeonato Australiano de Turismos (luego V8 Supercars) en 1992, 1994, 2000, 2001 y 2003, resultó subcampeón en 1991 y tercero en tres oportunidades. Se ubica segundo en el historial de victorias en esa categoría con 90. Además, ganó seis veces los 1000 km de Bathurst (1991, 1992, 2001, 2002, 2005 y 2010), lo que lo coloca tercero en el historial luego de Peter Brock y Jim Richards, y empatado con Larry Perkins.
Su padre es Russell Skaife, también piloto de turismos. Luego de su retiro como piloto, se ha desempeñado como comentarista en las transmisiones del V8 Supercars del canal de televisión Seven Network. También se encargó del diseño de los circuitos callejeros de Canberra y Homebush de dicho campeonato.

## Inicios, Gibson y Fórmula Holden (1980-1997)
Skaife compitió en karting en los primeros años de la década de 1980. Debutó en automóviles con techo en 1984, y fue subcampeón de la monomarca Ford Laser en 1985 y 1986. En 1987 se unió al equipo de Fred Gibson y ganó el Campeonato Australiano de Turismos de 2 Litros con un Nissan Gazelle. Ese año disputó los 1000 km de Bathurst por primera vez. Skaife disputó la segunda mitad del Campeonato Australiano de Turismos de 1989 para Gibson, ahora con un Nissan Skyline, que le valió terminar noveno en la tabla final con un podio. El piloto se unió al equipo de manera permanente para 1990, año en que no logró podios y resultó 14º. En paralelo, también resultó tercero en la Fórmula Holden con dos victorias, también corriendo para Gibson.
A la edad de 24 años, Skaife se coronó campeón de la Fórmula Holden y fue subcampeón de turismos en 1991, con seis victorias en siete carreras y tres en nueve respectivamente, más su primera en los 1000 km de Bathurst. En 1992, se llevó ambos títulos y la carrera de resistencia: ganó cuatro carreras y llegó tercero en dos de nueve del Campeonato Australiano de Turismos, y arribó primero en tres y segundo en las restantes de la Fórmula Holden. A continuación, Skaife disputó las dos fechas finales de la Fórmula 3000 Internacional en Francia.
Con cuatro victorias y tres segundos puestos en las seis carreras, volvió a ser campeón de la Fórmula Holden en 1993. En tanto, finalizó sexto en turismos sin triunfos al cambiar de Nissan a Holden y representó a Nissan en la Copa Mundial de Turismos en Italia. Su tercer título de turismos lo consiguió en 1994 al cosechar cuatro victorias y ocho podios en diez carreras.
Skaife terminó sexto en el Campeonato Australiano de Turismos de 1995 con una carrera ganada; también llegó segundo en las dos carreras de la Fórmula Holden en que participó. En 1996 fue noveno con un tercer puesto como mejor resultado. El equipo Gibson tuvo poco apoyo económico en 1997 y Skaife compitió en únicamente cinco fechas en 1997, subiéndose al podio en una de ellas y resultando 13º. Además, disputó las 24 Horas de Le Mans con un Lister Storm oficial de la clase GT1 y los 100 km de Bathurst para Holden.

## Holden Racing Team (1998-2008)
Holden Racing Team fichó a Skaife para pilotar un Holden Commodore en la temporada 1998. No ganó ninguna carrera, pero los cuatro podios que cosechó le permitieron finalizar tercero, aunque a gran distancia del campeón, su compañero de equipo Craig Lowndes, y el subcampeón Russell Ingall. En 1999, ahora en el certamen renombrado a V8 Supercars, ganó seis carreras de trece, pero sus malos resultados en las demás hicieron que repitiera el tercer escalón.
Skaife ganó los títulos 2000, 2001 y 2002: el primero de ellos con cuatro victorias y escaso margen de puntos, el segundo con cuatro victorias, un margen amplio y su tercera conquista al Mount Panorama, y el tercero de manera arrasadora con siete victorias en trece carreras, entre ellas su cuarta en Bathurst. Los siguientes años, Skaife continuó en Holden pero no participó en la lucha por el campeonato: terminó tercero en 2003 con dos victorias, 12º en 2004 sin conquistas, 5º en 2005 con un triunfo, 16º en 2006 con una victoria, 8º en 2007 también con una victoria, y 14º en 2008 con un triunfo.

## Retiro parcial (2009-presente)
Desde entonces, Skaife se ha limitado a dsputar carreras de resistencia del V8 Supercars. En 2009 las disputó para Tasman. En 2010, a la edad de 44 años, lo hizo para Triple Eight y ganó ambas: los 500 km de Phillip Island y los 1000 km de Bathurst.